# Campeonato Mundial de Patinaje de Velocidad sobre Hielo de 1993
El LXXXVII Campeonato Mundial de Patinaje de Velocidad sobre Hielo se celebró en dos sedes: las competiciones masculinas en Hamar (Noruega) del 13 al 14 de febrero y las femeninas en Berlín (Alemania) del 6 al 7 de febrero de 1993 bajo la organización de la Unión Internacional de Patinaje sobre Hielo (ISU), la Federación Noruega de Patinaje sobre Hielo y la Federación Alemana de Patinaje sobre Hielo.

## Resultados

### Masculino
| Evento                | Oro                                          | Plata                                     | Bronce                                      |
| --------------------- | -------------------------------------------- | ----------------------------------------- | ------------------------------------------- |
| 500 m                 | Song Chen China 37,68 s                      | Ådne Søndrål · Noruega · 37,92 s          | Rintje Ritsma · Países Bajos · 37,99 s      |
| 1500 m                | Johann Olav Koss · Noruega · 1:52,53         | Falko Zandstra · Países Bajos · 1:53,06   | Rintje Ritsma · Países Bajos · 1:53,51      |
| 5000 m                | Falko Zandstra · Países Bajos · 6:43,86      | Johann Olav Koss · Noruega · 6:47,44      | Bart Veldkamp · Países Bajos · 6:47,97      |
| 10000 m               | Bart Veldkamp · Países Bajos · 13:46,34      | Johann Olav Koss · Noruega · 13:50,75     | Falko Zandstra · Países Bajos · 13:51,09    |
| Clasificación general | Falko Zandstra · Países Bajos · 157,626 pts. | Johann Olav Koss · Noruega · 157,961 pts. | Rintje Ritsma · Países Bajos · 159,042 pts. |

### Femenino
| Evento                | Oro                                     | Plata                                   | Bronce                                   |
| --------------------- | --------------------------------------- | --------------------------------------- | ---------------------------------------- |
| 500 m                 | Ye Qiaobo China 40,41 s                 | Yoo Sun-Hee Corea del Sur 41,26 s       | Emese Hunyady · Austria · 41,31 s        |
| 1500 m                | Gunda Niemann · Alemania · 2:06,60      | Emese Hunyady · Austria · 2:06,67       | Heike Warnicke · Alemania · 2:08,41      |
| 3000 m                | Gunda Niemann · Alemania · 4:23,15      | Heike Warnicke · Alemania · 4:23,64     | Emese Hunyady · Austria · 4:26,59        |
| 5000 m                | Gunda Niemann · Alemania · 7:25,83      | Carla Zijlstra · Países Bajos · 7:32,38 | Heike Warnicke · Alemania · 7:33,48      |
| Clasificación general | Gunda Niemann · Alemania · 172,441 pts. | Emese Hunyady · Austria · 174,113 pts.  | Heike Warnicke · Alemania · 174,911 pts. |

## Medallero
- Solo se otorgan medallas en la clasificación general.

| Núm. | País         | Oro | Plata | Bronce | Total |
| ---- | ------------ | --- | ----- | ------ | ----- |
| 1    | Alemania     | 1   | 0     | 1      | 2     |
| 1    | Países Bajos | 1   | 0     | 1      | 2     |
| 3    | Austria      | 0   | 1     | 0      | 1     |
| 3    | Noruega      | 0   | 1     | 0      | 1     |
|      | TOTAL        | 2   | 2     | 2      | 6     |